# 行政書士法
行政書士法（ぎょうせいしょしほう、昭和26年2月22日法律第4号）は、行政書士の制度に関する日本の法律である。
行政書士の使命、職務、行政書士法人・行政書士会・日本行政書士会連合会の制度などを定めるほか、無資格者の官公署に提出する書類などの「権利義務又は事実証明に関する書類」事務の取扱いおよび取り扱う表示の禁止、行政書士法人・行政書士事務所の名称使用禁止などを定めている。
1951年（昭和26年）2月22日に公布された。

## 構成
- 第1章 総則（第1条 - 第2条の2）
- 第2章 行政書士試験（第3条 - 第5条）
- 第3章 登録（第6条 - 第7条の4）
- 第4章 行政書士の義務（第8条 - 第13条の2）
- 第5章 行政書士法人（第13条の3 - 第13条の21）
- 第6章 監督（第13条の22 - 第14条の5）
- 第7章 行政書士会および日本行政書士会連合会（第15条 - 第18条の6）
- 第8章 雑則（第19条 - 第20条）
- 第9章 罰則（第20条の2 - 第26条）
- 附則

## 法改正

### 令和７年法改正
「行政書士法の一部を改正する法律案」が、第217回国会に提出され、衆議院本会議（令和7年5月30日）及び参議院本会議（同年6月6日）においてそれぞれ可決し、成立し、令和８年１月１日から施行される。

#### 使命
従来、行政書士法１条には法目的が規定されていたが、使命条項に修正された。
行政書士は、その業務を通じて、行政に関する手続の円滑な実施に寄与するとともに国民の利便に資し、もつて国民の権利利益の実現に資することを使命とする。

#### 職責
行政書士法１条の２に職責に関する規定が新設された。第１項については、弁護士法、弁理士法、公認会計士法など他の士業法に職責条項が規定されているので、平仄を合わせた。第２項は、デジタル社会に対応する努力義務に関する規定であるが、このような規定は他の士業法に設けられているわけでない。
１　行政書士は、常に品位を保持し、業務に関する法令及び実務に精通して、公正かつ誠実にその業務を行わなければならない。

２　行政書士は、その業務を行うに当たつては、デジタル社会の進展を踏まえ、情報通信技術の活用その他の取組を通じて、国民の利便の向上及び当該業務の改善進歩を図るよう努めなければならない。

#### 特定行政書士の業務範囲拡大
特定行政書士は、行政庁に対する行政不服申立ての手続について代理し、及びその手続について官公署に提出する書類を作成することができるが、この業務範囲が拡大した。即ち、行政書士が「作成した」官公署に提出する書類に係る許認可等に関するものから、行政書士が「作成することができる」官公署に提出する書類に係る許認可等に関するものに拡大した（１条の４第２号）。
二　前条の規定により行政書士が作成することができる官公署に提出する書類に係る許認可等に関する審査請求、再調査の請求、再審査請求等行政庁に対する不服申立ての手続について代理し、及びその手続について官公署に提出する書類を作成すること。